# Linda Barla Ricci
Linda Barla Ricci, eigentlich Ermelinda Barla, auch Linda Barla Castelletti, (* 13. Januar 1896 in Ascoli Piceno; † nach 1943) war eine italienische Opernsängerin (Sopran).

## Leben
Linda Barla Ricci wurde als Ermelinda Barla geboren. Sie heiratete Renato Ricci und nahm daraufhin den Künstlernamen an, unter dem sie bekannt wurde. Aus der Ehe ging am 14. April 1921 ein Sohn, Francesco Ricci, hervor, der sich später der Partisanengruppe „Stella Rossa Lupo“ anschloss, politischer Leiter der Kompanie 2a wurde und beim Massaker von Marzabotto starb.
Am 7. Juni 1930 heiratete sie in Budapest den Kaufmann Aldo Castelletti, mit dem sie mit ihrer Familie am 27. Februar 1939 nach Bozen zog. Am 21. September 1943 wurde die Familie in Meran oder Fondo festgenommen und bis zum 23. Oktober 1943 im Gefängnis in Meran festgehalten. Während Barla Ricci und die Kinder freigelassen wurden oder fliehen konnten, wurde Aldo Castelletti in das KZ Auschwitz-Birkenau transportiert und dort getötet.
Ihr weiterer Lebenslauf sowie Zeitpunkt und Ort ihres Todes sind unbekannt.

## Künstlerisches Schaffen
Ihre Tätigkeit als Sängerin begann nach dem Ende des Ersten Weltkriegs und endete 1942. Sie trat in mehreren großen Opernhäusern in Italien auf, darunter 1920 in der Arena von Verona, 1922 am Teatro Municipale in Piacenza und 1922 und 1935 am Teatro San Carlo in Neapel. Von 1920 bis 1926 trat sie mehrfach im Teatro Politeama in Genua auf, 1924 war sie im Teatro Petruzelli in Bari und 1925 im Teatro La Fenice in Venedig zu sehen. 1925 absolvierte sie mehrere Auftritte an der Italienischen Oper in Holland, gefolgt von einer Tournee durch Deutschland mit einer italienischen Operngesellschaft.
1926 hatte Barla Ricci Auftritte im Teatro Massimo in Palermo, 1927 im Teatro Comunale di Bologna und dem Teatro Argentina in Rom, im Teatro Regio in Turin und in diversen Rollen im Teatro Sociale in Mantua. 1928 sang sie erneut in Mantua und an der Opéra de Monaco.
Zu ihrer Glanzrolle entwickelte sie die „Turandot“ der gleichnamigen Oper von Giacomo Puccini. Zu ihrem Repertoire gehörten darüber hinaus die „Elena“ in Mefistofele, die Hauptrolle der „Aida“ und die „Desdemona“ im Otello, die „Minni“ in La fanciulla del West und die Hauptrolle in Dejanice von Alfredo Catalani.